# 창정 로켓

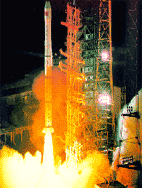
창정 3A의 발사장면. 2007년 10월 24일, 중국 최초의 달 탐사선 창어 1호가 창정 3A 로켓에 의해 발사되었다.

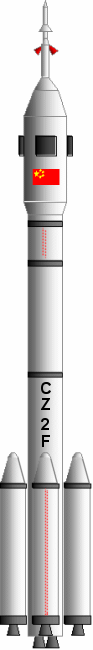
창정 2F 로켓. CZ-2F 로켓은 중국 최초의 유인우주선 선저우 5호를 발사한 로켓이다. 2007년까지 선저우 시리즈는 모두 CZ-2F 로켓으로 발사되었다.

창정(Long March, 중국어 간체자: 长征系列运载火箭, 정체자: 長征系列運載火箭, 병음: Chángzhēng xìliè yùnzài huǒjiàn)은 중국의 우주발사체이다. 중국 공산당의 장정(長征)에서 이름을 따왔다.
창정(長征)은 장정(長征)의 중국식 발음이다. 창정을 영어로는 Chang Zheng이라고 표기하며, 줄여서 CZ라고 표기한다. 중국국가항천국은 로켓 겉면에 "중국항천 CZ-2F" 식으로 표기하고 있다.

## 페이로드
중국은 1970년 4월 24일 인공위성 동방홍 1호를 지구 궤도에 쏘아 올렸다. 이로써 세계 다섯 번째로 독자적인 위성발사국가가 되었다.
중국 최초의 유인우주선 선저우 5호도 창정 로켓(CZ-2F)에 의해 발사되었다.
LEO에 올릴 수 있는 페이로드의 최대 중량은 9200 kg (CZ-2F)이다.
GTO에 올릴 수 있는 페이로드의 최대 중량은 5200 kg (CZ-3B)이다.
미래에, 창정 5호는 더 무거운 페이로드를 운반하게 될 것이다.

## 추진제
모든 로켓의 추진제(propellant)는 연료(fuel)와 산화제(oxidizer)로 구성되어 있다. 제트엔진은 연료만 탑재하며, 산화제는 공기 흡입구를 통해 외부의 산소를 흡입하여 사용한다. 그러나, 로켓엔진은 공기 흡입구가 없으며, 내부에 산화제를 탑재하고 있다.
2003년 기준으로, 창정 로켓의 주된 부분인 부스터에 사용되는 연료는 저장성 연료(storable propellants)인 UDMH(비대칭 디메틸 하이드라진)를 사용한다. 산화제(oxidizer)로는 사산화이질소(N2O4, dinitrogen tetroxide)를 사용한다. UDMH는 스커드 미사일의 연료로도 사용된다.
창정 3호 로켓의 3단 부분에는 YF-73과 YF-75 엔진을 사용한다. 이 엔진들은 극저온 연료(cryogenic fuel)인 액화수소(LH2, Liquid hydrogen)를 사용한다. 산화제(oxidizer)로는 액화산소(LOX, Liquid oxygen)를 사용한다.

## 장정 로켓 시리즈의 제원
| 모델    | 상태 | 단수                         | 길이 (m)                | 직경 (m) | 추력 (t) | 추력 (kN) | 페이로드 (LEO, kg) |
| ------- | ---- | ---------------------------- | ----------------------- | -------- | -------- | --------- | ------------------ |
| 창정 1  | 퇴역 | 3                            | 29.86                   | 2.25     | 81.6     | 1020      | 300                |
| 창정 1D | 퇴역 | 3                            | 28.22                   | 2.25     | 81.1     | 1101      | 930                |
| 창정 2  | 퇴역 | 2                            | 31.17                   | 3.35     | 190      | 2786      | 1800               |
| 창정 2C | 사용 | 2                            | 35.15                   | 3.35     | 192      | 2786      | 2400               |
| 창정 2D | 사용 | 2                            | 33.667 (without shield) | 3.35     | 232      | 2962      | 3100               |
| 창정 2E | 퇴역 | 2 (plus 4 Strap-on boosters) | 49.686                  | 7.85     | 462      | 5923      | 9500               |
| 창정 2F | 사용 | 2 (plus 4 Strap-on boosters) | 58.34                   | 7.85     | 480      | 5923      | 8400               |
| 창정 3  | 퇴역 | 3                            | 43.8                    | 3.35     | 202      | 2962      | 5000               |
| 창정 3A | 사용 | 3                            | 52.3                    | 3.35     | 241      | 2962      | 8500               |
| 창정 3B | 사용 | 3 (plus 4 Strap-on boosters) | 54.84                   | 7.85     | 425.5    | 5924      | 12000              |
| 창정 4A | 퇴역 | 3                            | 41.9                    | 3.35     | 249      | 2962      | 4000               |
| 창정 4B | 사용 | 3                            | 44.1                    | 3.35     | 254      | 2971      | 4200               |

## 역사
창정 로켓은 둥펑의 초기 버전과 관련되어 있다. (둥펑은 지상발사형 ICBM을 일컫는 일반적인 중국명칭이다.)
우주 로켓의 최종 목표는 추력을 크게 늘려서, 인공위성 궤도에 올릴 수 있는 페이로드 중량을 최대로 늘리는 것이다. 반면에 ICBM의 최종 목표는 추력을 올리는 것보다는 빠르게 발사하는 능력과 최초의 적의 공습에 살아남는 생존성이다. 이 차이점으로 인해, 차세대 우주 로켓이 극저온 연료(cryogenic fuel)를 사용하여 추력을 극대화하는 것에 비해, 차세대 ICBM은 이동식에 고체 연료를 사용하게끔 개발 방향이 달라지게 된다. 대륙간 탄도미사일은 최소 시속 8000 km, 인공위성 발사용 로켓은 시속 29,000km의 속도를 갖는다.
2006년 7월 11일, 신화통신은 중국이 유인우주선을 쏘아 올린 창정(長征) 로켓보다 탑재 능력이 3배나 뛰어난 차세대 로켓엔진 개발에 성공했다고 보도했다. 선저우 5호 유인우주선을 쏘아 올린 로켓의 운반능력은 LEO에 8톤을 올릴 수 있는 것을 의미하며, 이의 3배라는 것은 24톤의 페이로드를 LEO에 올릴 수 있다는 것을 의미한다. 이것은 일반 ICBM보다 훨씬 크다고 해서 슈퍼 ICBM으로 불리던 러시아의 프로톤 로켓의 운반능력이다. 중국이 20톤 무게인 미르 우주정거장을 띄울 수 있는 로켓 엔진을 개발했다는 의미이다.
2007년 10월 24일, 쓰촨성의 시창 위성발사센터에서 창정 3A 로켓에 의해 중국 최초의 달 탐사선 창어 1호를 발사하였다.

## 발사장소
중국에 네 곳의 발사장소가 있다:
- 주취안 위성발사센터
- 시창 위성발사센터
- 타이위안 위성발사센터
- 원창 위성발사센터

대부분의 상업용 인공위성은 시창에 위치한 시창 위성발사센터에서 발사된다.

## 상업용 발사 서비스
1985년부터는 국제 상업용 로켓 시장에 뛰어들었으며, 1987년부터는 인공위성 발사 대행업을 허가했다. 1990년대 중반, 미국은 중국군에게 도움이 될 수 있다면서, 미국산 우주 제품의 수출용 라이선스 발급을 중지하여, 미국 부품이 포함 인공위성이 창정 로켓에 발사되는 것을 금지했다.
그 때문에, 탈레스 사(Thales Alenia Space)는 차이나샛-6B 인공위성을 미국 부품없이 제작했다. 미국의 ITAR(International Traffic in Arms Regulations) 규제에 위반되지 않으면, 중국 로켓으로 인공위성을 발사할 수 있다. 2007년 7월 5일, 차이나샛-6B는 창정 3B 로켓에 의해 성공적으로 발사되었다.

## 발사 기록
1995년 1월 26일, 시창 위성발사센터에서 창정 2E 로켓이 발사 2초 후에 폭발하여 지상에 있던 6명이 사망했다.
1996년 2월 15일 비슷한 사고가 있었다. 인텔샛 708을 실은 창정 3B 로켓이 폭발하여 미상의 부상자가 발생했다.
로켓이 발사대를 벗어나 시골 마을에 추락했다. 중국군이 현장을 정리했으며 신화통신은 57명이 사망했다고 보도했으나, 외국 언론인들은 추가적인 피해를 목격하였다. 200에서 500명의 사망자가 발생한 것으로 보고 있다.

## 같이 보기
- 창어 1호
- 선저우 5호
- 창어 계획